# Junta Democrática de España
La Junta Democrática de España fue una estructura política constituida por una coalición de partidos políticos, sindicatos y organizaciones sociales de oposición a la dictadura franquista, creada con el fin de lograr el derrocamiento del régimen dictatorial y el establecimiento de una democracia representativa en España. Presentaba la novedad de incluir en sus filas a formaciones ideológicamente muy dispares entre sí, como el Partido Comunista de España liderado por Santiago Carrillo, monárquicos liberales vinculados a don Juan De Borbón o intelectuales pertenecientes al Opus Dei como Rafael Calvo Serer, todos ellos aglutinados por el objetivo común de conseguir la ruptura democrática.  Fue presentada simultáneamente en Madrid y en París el 30 de julio de 1974, realizándose la presentación en esta última ciudad en el Hotel Intercontinental por Santiago Carrillo, Rafael Calvo Serer, José Vidal Beneyto y Antonio García-Trevijano.
Intervinieron en la fundación de la Junta Democrática de España, además del citado Partido Comunista de España y personalidades intelectuales, el Partido Socialista del Interior (redenominado Partido Socialista Popular al formarse la Junta Democrática), fundado en 1968 por Enrique Tierno Galván y Raúl Morodo; el Partido Carlista, fundado en 1969 y representado por su secretario general, José María de Zavala Castella, al servicio de Javier I de Borbón-Parma y de su hijo y sucesor Carlos Hugo de Borbón-Parma; y la Alianza Socialista de Andalucía, fundada en 1971 por Alejandro Rojas-Marcos de la Viesca. Posteriormente se incorporaron el Partido del Trabajo de España (PTE) representado por Nazario Aguado, el sindicato Comisiones Obreras (CCOO), la asociación de juristas Justicia Democrática y una serie de figuras independientes, como el aristócrata, escritor y actor exiliado en Francia José Luis de Vilallonga.

## Historia

### Gestación
La Junta Democrática de España fue el primer gran organismo que, con un programa político centrado en la «ruptura democrática», consiguió movilizar unitariamente a los principales sectores de la oposición antifranquista. Su creación se hizo posible gracias a los contactos que el abogado republicano Antonio García-Trevijano estableció con los líderes de diversos partidos políticos clandestinos, sindicalistas, profesionales, asociaciones de vecinos, intelectuales independientes, etc., todos ellos contrarios a la dictadura franquista, a los que convenció para unirse en un bloque unitario de oposición antifranquista y por la democracia.
La presentación pública de la Junta Democrática de España se realizó simultáneamente el 30 de julio de 1974, en París y Madrid, en un contexto de crisis del régimen franquista, marcado por la tromboflebitis del dictador Francisco Franco, a causa de la cual se encontraba hospitalizado desde el día 9 de julio, asumiendo la Jefatura del Estado interina el sucesor del dictador, Juan Carlos I de Borbón.
En la presentación realizada en París aparecieron juntos Rafael Calvo Serer y Santiago Carrillo, aunando así la oposición antifranquista del exilio y del interior. La integración del Partido Carlista de Carlos Hugo de Borbón tuvo lugar en septiembre de 1974. En marzo de 1975 se unió el PCE (i), tras haber cambiado sus siglas por las de PTE en febrero de ese año.

### Los 12 puntos del Manifiesto constituyente
Los doce puntos del programa de la Junta Democrática de España, redactados por Antonio García-Trevijano, eran los siguientes:
1. La formación de un Gobierno provisional que sustituya al actual, para devolver al hombre y a la mujer españoles, mayores de dieciocho años, su plena ciudadanía mediante el reconocimiento legal de todas las libertades, derechos y deberes democráticos.
2. La amnistía absoluta de todas las responsabilidades por hechos de naturaleza política y la liberación inmediata de todos los detenidos por razones políticas o sindicales.
3. La legalización de los partidos políticos, sin exclusiones.
4. La libertad sindical y la restitución al movimiento obrero del patrimonio del Sindicato Vertical.
5. Los derechos de huelga, de reunión y de manifestación pacífica.
6. La libertad de prensa, de radio, de opinión y de información objetiva de los medios estatales de comunicación social, especialmente en la televisión.
7. La independencia y la unidad jurisdiccional de la función judicial.
8. La neutralidad política y la profesionalidad, exclusivamente militar para la defensa exterior, de las Fuerzas Armadas.
9. El reconocimiento, bajo la unidad del Estado español, de la personalidad política de los pueblos catalán, vasco, gallego y de las comunidades regionales que lo decidan democráticamente.
10. La separación de la Iglesia y del Estado.
11. La celebración de una consulta popular, entre los doce y los dieciocho meses –contados a desde el día de la restauración de las libertades democráticas–, con todas las garantías de libertad, igualdad de oportunidades e imparcialidad, para elegir la forma definitiva del Estado.
12. La integración de España en las Comunidades europeas, el respeto a los acuerdos internacionales y el reconocimiento del principio de la coexistencia pacífica internacional.

### Desarrollo
La Junta Democrática de España (JDE) consiguió, muy pronto, un importante apoyo popular, como se puso de manifiesto a través de las movilizaciones que se llevaron a cabo en diversas poblaciones españolas, como las jornadas del 3, 4 y 5 de junio de 1975 en Madrid. La característica de la JDE fue su articulación organizativa en Juntas Democráticas locales y sectoriales, que perseguían convertir a este organismo en un núcleo capaz de movilizar a las masas, con acciones de protesta, manifestaciones, mítines, conferencias, etc.
La actividad de la Junta Democrática de España se dirigía, por una parte, a la sociedad civil, y por otra, a los poderes fácticos, estableciendo contactos con empresarios, militares y autoridades eclesiásticas, a fin de sumar apoyos para derrocar a la dictadura franquista. Tampoco se olvidaba la dimensión internacional de la organización, manteniendo relaciones con las autoridades de la Comunidad Económica Europea, con el embajador de los Estados Unidos de América en Madrid o con los presidentes de otros Estados, como Argelia, México, Rumanía o Venezuela.
El 11 de junio de 1975, se creó la Plataforma de Convergencia Democrática, encabezada por el Partido Socialista Obrero Español (PSOE), a pesar de que tanto desde la JDE como desde el PCE se habían llevado a cabo conversaciones con el PSOE y con Izquierda Democrática (grupo liderado por Ruiz-Giménez que formaba parte del Equipo Demócrata Cristiano del Estado Español) para lograr su adhesión a la JDE para mantener a ésta como un frente unitario de la oposición. En dicha Plataforma figuraban junto al PSOE, la ya citada Izquierda Democrática, la Unión Socialdemócrata Española, el Movimiento Comunista (MC), la Organización Revolucionaria de Trabajadores (ORT), el Partido Carlista y el Consejo Consultivo del Gobierno vasco en el exilio. Poco después la ORT se marchó.
La Comisión Coordinadora de Fuerzas Políticas de Cataluña había decidido no incorporarse a ninguna organización unitaria de carácter estatal, y mantenía relaciones tanto con la Junta como con la Plataforma. El Partido Nacionalista Vasco (PNV) conversaba con todos y no se unía a nadie, ni siquiera en el País Vasco.

### Disolución
El 26 de marzo de 1976 se acordó la disolución de la Junta Democrática de España y de la Plataforma de Convergencia Democrática, para constituir un solo órgano de la oposición, denominado Coordinación Democrática (CD) más conocida como Platajunta, con la finalidad de ofrecer a la sociedad española una alternativa de poder capaz de transformar pacíficamente la dictadura en un estado democrático.
El 23 de octubre se formó la Plataforma de Organizaciones Democráticas (POD) que incluía, además, a fuerzas nacionalistas, y estaba constituida por CD y la Assemblea de Catalunya, las Asambleas Democráticas de las Islas Baleares, la Coordinadora de fuerzas Democráticas de Canarias, la Táboa Democrática de Galicia y la Taula de Forces Politiques i Sindicals del Païs Valencià.
Tras el fallecimiento de Antonio García Trevijano, algunos de sus seguidores fundaron una asociación que tomó el mismo nombre de Junta Democrática. Esta nueva asociación, creada en marzo de 2020, comparte algunos de los principios de la iniciativa original de 1974 y tendría como objetivo el articular un cambio sistémico de la estructura institucional y política española actual.